# Malayalam (sprog)
Malayalam er et dravidisk sprog der tales i Kerala i det sydvestlige Indien.
| Sprog | Spire Denne artikel om sprog er en spire som bør udbygges. Du er velkommen til at hjælpe Wikipedia ved at udvide den. |